# Đường sắt cao tốc Bắc Kinh – Quảng Châu – Thâm Quyến – Hồng Kông
Đường sắt cao tốc Bắc Kinh – Quảng Châu – Thâm Quyến – Hồng Kông (Trung văn giản thể: 京广深港高速铁路; Trung văn phồn thể: 京廣深港高速鐵路, chuyển tự Hán Việt: Kinh-Quảng-Thâm-Cảng cao tốc thép lộ) là một tuyến đường sắt cao tốc nối Bắc Kinh, Quảng Châu, Thâm Quyến và Hồng Kông ở Cộng hòa Nhân dân Trung Hoa. Tuyến đường sắt cao tốc vận chuyển hành khách này nối ga Bắc Kinh và ga Phúc Điền ở Thâm Quyền. Tuyến này sẽ cắt biên giới và theo tuyến đường sắt cao tốc Quảng Châu - Thâm Quyến - Hồng Kông đến ga Tây Cửu Long ở Hồng Kông. Khi hoàn thành, nó sẽ có chiều dài 2230 km và là tuyến đường sắt cao tốc duy nhất ở Trung Quốc cắt biên giới cần phải có thủ tục xuất nhập cảnh.
Công tác xây dựng bắt đầu vào năm 2005. Phần Vũ Hán-Quảng Châu khai trương vào tháng 12 năm 2009, phần Quảng Châu-Thâm Quyến mở cửa vào tháng 12 năm 2011, phần Trịnh Châu và Vũ Hán mở cửa vào tháng 9 năm 2012, và phần Bắc Kinh-Trịnh Châu được khai trương vào tháng 12 năm 2012. Phần 36-km (22 dặm) qua biên giới Thâm Quyến-Hồng Kông đã được khai trương vào tháng 9 năm 2018. Tuyến này là tuyến đường sắt cao tốc dài nhất thế giới, giảm thời gian đi lại còn một nửa so với trước.